# Републикански път III-907
Републикански път IIІ-907 е третокласен път, част от Републиканската пътна мрежа на България, преминаващ изцяло по територията на Бургаска област. Дължината му е 25,5 km.
Пътят се отклонява наляво при 281,9 km на Републикански път I-9 при пътен кантон Босна и се насочва на изток-югоизток по билота на странджанския рид Босна. По протежението на пътя наляво и надясно от него се отделят общински пътища за селата Бяла вода, Калово и Заберново, преминава през село Визица и на 4,7 km след селото се съединява с Републикански път II-99 при неговия 78,8 km.
| Пътища, отклоняващи се надясно (населено място, № на пътя, посока на пътя) | Км   | Пътища, отклоняващи се наляво (посока на пътя, № на пътя, населено място) |
| -------------------------------------------------------------------------- | ---- | ------------------------------------------------------------------------- |
| Община Малко Търново, I-9, 281,9 km, п.к. Босна ←                          | 0,0  | ← п.к. Босна, 281,9 km, I-9, Община Малко Търново                         |
| (за с. Бяла вода) общински път ←                                           | 2,6  |                                                                           |
| (за с. Калово) общински път ←                                              | 13,7 |                                                                           |
|                                                                            | 15,5 | → общински път (за с. Ясна поляна)                                        |
| (за с. Заберново) общински път ←                                           | 17   |                                                                           |
| с. Визица                                                                  | 20,8 | с. Визица                                                                 |
| (до гр. Малко Търново) II-99, 78,8 km ←                                    | 25,5 | ← 78,8 km, II-99 (от 248,8 km на I-9)                                     |